# Marco van Basten
Marcel „Marco” van Basten (ur. 31 października 1964 w Utrechcie) – holenderski trener piłkarski i były piłkarz występujący na pozycji napastnika.
Jest jednym z najskuteczniejszych i najbardziej utytułowanych zawodników lat 80. i 90. W ciągu zawodowej kariery związany był tylko z dwoma klubami: Ajaxem Amsterdam i A.C. Milan, w których barwach łącznie zdobył sześć tytułów mistrza kraju oraz wiele wyróżnień indywidualnych, m.in. trzykrotnie Złotą Piłkę. Wraz z innymi Holendrami – Frankiem Rijkaardem i Ruudem Gullitem – był na przełomie lat 80. i 90. wyróżniającym się graczem Milanu, który właśnie wtedy, prowadzony przez prezesa Silvio Berlusconiego i trenera Arrigo Sacchiego, powrócił do europejskiej elity. Z reprezentacją Holandii, w której barwach rozegrał 58 meczów, zdobył mistrzostwo Europy oraz brązowy medal na Euro 1992. Niedługo po tym turnieju w wieku 31 lat zakończył piłkarską karierę z powodu kontuzji. Chociaż wielokrotnie zapowiadał, że nie interesuje go praca trenera, to dzięki namowie Johna van ’t Schipa w 2003 roku dołączył do sztabu szkoleniowego Ajaksu. Rok później został selekcjonerem reprezentacji Holandii.

## Kariera piłkarska
Występował na pozycji środkowego napastnika.
Zaczynał piłkarską karierę w lokalnych EDO Utrecht i UVV Utrecht.

### Ajax
W 1981 roku został dostrzeżony przez scoutów Ajaxu Amsterdam. W pierwszym zespole Ajaxu zadebiutował – jako najmłodszy wówczas gracz w historii klubu – 3 kwietnia 1982 roku w meczu przeciwko NEC Nijmegen (wygrana 5-0), zastępując w 46. minucie Johanna Cruijffa i strzelając gola na 3-0. Był to jego jedyny seniorski występ w tamtym sezonie.
W sezonie 1982-83 wystąpił w 20 meczach ligowych (większość w wyjściowej jedenastce), strzelając w nich 9 goli. Wraz z Ajaxem sięgnął ponownie po tytuł mistrza Holandii, a w finale Pucharu Holandii jego drużyna ograła NEC Nijmegen 3-1.
W kolejnym sezonie (1983-84) Ajax nie wygrał żadnego turnieju, ale van Basten z 28 bramkami w 26 meczach został najlepszym strzelcem ligi holenderskiej. Zagrał także po raz pierwszy w karierze w europejskich pucharach (Puchar Mistrzów), ale jego drużyna okazała się słabsza od Olympiakosu Pireus. W sumie zanotował 31 bramek w 31 oficjalnych meczach Ajaxu. W meczu ligowym przeciwko Willem II (24 sierpnia 1983, wygrana 5-0) zdobył 4 gole, a w meczu z DS'79 (13 maja 1984, wygrana 7-2) – 5 bramek.
Sezon 1984-85 przyniósł van Bastenowi drugi tytuł króla strzelców (22 gole w 33 meczach), a drużynie mistrzostwo kraju. Swój rekord sezonu ustanowił w meczu pierwszej rundy Pucharu UEFA przeciwko luksemburskiemu Red Boys Differdange (3 października 1984, wygrana 14-0), w którym uzyskał 5 trafień.
W 26 meczach sezonu ligowego 1985-86 trafił do siatki rywali 37 razy, ponownie wygrywając klasyfikację strzelców. W sumie zanotował 39 goli w 34 oficjalnych grach Ajaxu, którego jedynym sukcesem w roku było wywalczenie Pucharu Holandii (w finale 3-0 przeciwko RBC). W meczu ze Spartą Rotterdam (8 grudnia 1985, wygrana 9-0) van Basten popisał się 6 golami.

### AC Milan
Przed sezonem 1987-88 dołączył do Milanu, do którego ściągnięto także jego kolegę z reprezentacji, Ruuda Gullita. W drużynie zadebiutował 23 sierpnia 1987 roku w meczu Pucharu Włoch przeciwko Bari (wygrana 5-0), strzelając gola. W pierwszej kolejce Serie A (13 września, wyjazdowa wygrana z Pisą 3-1) także zdobył bramkę. W październiku, po rozegraniu 13 meczów (tylko 5 ligowych) i strzeleniu 6 goli, doznał kontuzji kostki, która wyeliminowała go z gry na sześć miesięcy. Na boisko powrócił 10 kwietnia 1988 w meczu z Empoli, zapewniając Milanowi zwycięstwo 1-0. W sumie rozegrał w sezonie 19 meczów i zdobył 8 goli (w tym 3 ligowe), a z drużyną wywalczył mistrzostwo Włoch.
W czerwcu wziął udział w Euro 1988, na którym reprezentacja Holandii zdobyła tytuł mistrza Starego Kontynentu. Van Basten był jej najskuteczniejszym napastnikiem: strzelił trzy gole w meczu z Anglią, jednego w 88. minucie półfinału z RFN oraz efektowną bramkę decydującą o zwycięstwie w finale ze Związkiem Radzieckim.
Po powrocie do Milanu, którego prezes Silvio Berlusconi zatrudnił kolejnego reprezentanta Holandii, Franka Rijkaarda, van Basten rozegrał swój najlepszy sezon, w czasie którego drużyna prowadzona przez Arriga Sacchiego triumfowała w Pucharze Mistrzów. Rok później Milan obronił trofeum, a van Basten został „capocannoniere” (królem strzelców) Serie A.
W 1992 roku, dwa lata po nieudanym dla Holandii Mundialu, reprezentacja dowodzona znów przez Rinusa Michelsa doszła do półfinału Euro 1992, w którym przegrała w rzutach karnych z późniejszymi triumfatorami Duńczykami. Strzał van Bastena w serii jedenastek obronił wówczas Peter Schmeichel.
W sezonie 1992–1993 Milan prowadzony już przez Fabio Capello nie przegrał kolejnych pięćdziesięciu ośmiu meczów i pewnie zmierzał po mistrzostwo Włoch. W ligowym spotkaniu z Anconą Calcio van Basten doznał urazu kostki i zmuszony był pauzować przez kilka miesięcy. Wrócił pod koniec sezonu, ale kontuzja okazała się zbyt poważna, aby mógł kontynuować profesjonalną karierę. Po raz ostatni wystąpił w Milanie w finale Pucharu Mistrzów, przegranym z Olympique Marsylia. Miał wówczas 29 lat.
Po nieudanej walce z kontuzją, 17 sierpnia 1995 roku ogłosił zakończenie piłkarskiej kariery.

## Sukcesy piłkarskie
- mistrzostwo Holandii 1982, 1983 i 1985, Puchar Holandii 1983 i 1986 i Puchar Zdobywców Pucharów 1987 z Ajaksem
- mistrzostwo Włoch 1988, 1992 i 1993, Puchar Mistrzów 1989 i 1990, finał Pucharu Mistrzów 1993, Superpuchar Europy 1990 i Puchar Interkontynentalny 1990 z AC Milan
- król strzelców Serie A w 1990 (19 goli) i 1992 roku (25 goli)
- zdobywca Złotej Piłki miesięcznika France Football dla najlepszego piłkarza grającego w Europie w 1988, 1989 i 1992 roku
- najlepszy piłkarz 1988 roku według magazynu World Soccer
- Piłkarz Roku 1992 w rankingu FIFA

W lidze holenderskiej rozegrał 133 mecze i strzelił 128 goli.
W lidze włoskiej rozegrał 147 meczów i strzelił 90 goli.
W reprezentacji Holandii od 1983 do 1992 roku rozegrał 58 meczów i strzelił 24 gole – mistrzostwo Europy 1988, start w Mundialu 1990 (1/8 finału) i Euro 1992 (III-IV miejsce).

## Kariera szkoleniowa
Mimo iż tuż po zakończeniu sportowej kariery van Basten twierdził, że na pewno nie zostanie trenerem, to w 2003 roku dał się namówić swojemu dawnemu koledze z reprezentacji Johnowi van ’t Schipowi na współpracę przy drugiej drużynie Ajaksu Amsterdam. Równocześnie trenował zespół juniorów.
W 2004 roku po zwolnieniu Dicka Advocaata niespodziewanie został selekcjonerem reprezentacji Holandii. Van Basten jest chyba pierwszym w ostatnim czasie trenerem kadry, który zdecydował się na tak radykalne jej odmłodzenie. Po Euro 2004 pożegnał się z dotychczasowymi filarami drużyny narodowej – Clarence’em Seedorfem, Edgarem Davidsem, Boudewijnem Zendenem, Patrickiem Kluivertem oraz Markiem Overmarsem, Jaapem Stamem i Frankiem de Boerem, którzy sami ogłosili zakończenie reprezentacyjnej kariery. Linia defensywna zbudowana była najczęściej z zawodników którzy debiutowali w czasie kadencji van Bastena – obok doświadczonego Giovanniego van Bronckhorsta grali w niej Jan Kromkamp, Khalid Boulahrouz, Joris Mathijsen, Ron Vlaar lub Barry Opdam. Przed nimi występowali także dwudziestolatkowie Arjen Robben, Romeo Castelen, Hedwiges Maduro, Rafael van der Vaart, Robin van Persie, Nigel de Jong lub dziesięć lat starsi, ale dotychczas pomijani przez kolejnych selekcjonerów Denny Landzaat i Barry van Galen. Partnerem Ruuda van Nistelrooya w ataku był Ryan Babel lub Dirk Kuijt, wyrastający na nową gwiazdę reprezentacji. Jedynymi piłkarzami ze starszego pokolenia byli trzydziestosześciolatkowie – bramkarz Edwin van der Sar i pomocnik Phillip Cocu. Holendrzy bez problemów wygrali grupę kwalifikacyjną do mistrzostw świata. Na Mundialu dotarli do 1/8 finału, w której ulegli 0:1 Portugalii. Mimo iż w opinii wielu ekspertów niemieckie mistrzostwa nie były dla podopiecznych van Bastena udane, z holenderskim selekcjonerem przedłużono kontrakt do 2010 roku.
Jednak pod koniec 2007 roku trener oświadczył, że po Euro 2008 zrezygnuje ze stanowiska. W lutym 2008 roku dodał, że po mistrzostwach zostanie szkoleniowcem Ajaksu Amsterdam. Na początku maja 2009 roku Van Basten podał się do dymisji z powodu słabych wyników drużyny.
W 2012 roku został zatrudniony na stanowisku trenera holenderskiego klubu SC Heerenveen. W kwietniu 2014 został szkoleniowcem AZ Alkmaar.

## Sukcesy szkoleniowe
- awans do Mundialu 2006 i start w tym turnieju (1/8 finału) oraz awans do Euro 2008 (ćwierćfinał) z reprezentacją Holandii.